# Oyster Farmer
Oyster Farmer est un film australien réalisé par Anna Reeves, sorti en 2004.

## Synopsis
Jack Flange (Alex O'Loughlin), originaire de Sydney, s'installe dans une petite communauté d'ostréiculteurs au fleuve Hawkesbury River. Ayant besoin d'argent pour payer les frais médicaux de sa sœur, il vole la recette d'un marché au poisson local et envoie l'argent par la poste à sa propre adresse. Jack peine à s'intégrer dans la communauté très fermée des ostréiculteurs. L'argent n'arrivant pas, Jack devient soupçonneux alors que, dans le même temps, il tombe amoureux d'une « beauté » locale.

## Distribution
- Alex O'Loughlin : Jack Flange.
- Jim Norton : Mumbles, le père d'origine irlandaise de Brownie.
- Diana Glenn : Pearl, la jeune femme dont Jack tombe amoutreux.
- David Field : Brownie, le fils de Mumbles et mari de Trish.
- Kerry Armstrong : Trish, l'épouse de Brownie.
- Claudia Harrison : Nikki Flange, la sœur de Jack.
- Alan Cinis : Slug, un homme qui ennuie régulièrement Brownie, Mumbles, Jack et les autres ostréiculteurs sous les ordres de Brownie.
- Jack Thompson : Skippy
- Bob Yearley : Bruce
- Brady Kitchingham : Heath
- Gary Henderson : Barry, un ostréiculteur
- Ian Johnson : ostréiculteur #1
- Peter Johnson : ostréiculteur #2
- Natalie McCurry : mère de Pearl